# Красный Брод (Иркутская область)
Кра́сный Брод — деревня в Черемховском районе Иркутской области России. Входит в состав Саянского муниципального образования.

## География
Деревня находится на расстоянии примерно 55 км к западу от города Черемхово, административного центра района.

## Население
| 2002 | 2010 | 2011 | 2012 |
| ---- | ---- | ---- | ---- |
| 144  | ↘137 | →137 | →137 |

## Улицы
В деревне имеется одна улица — Иванова.